# Johannes Ludwig (Musiker)

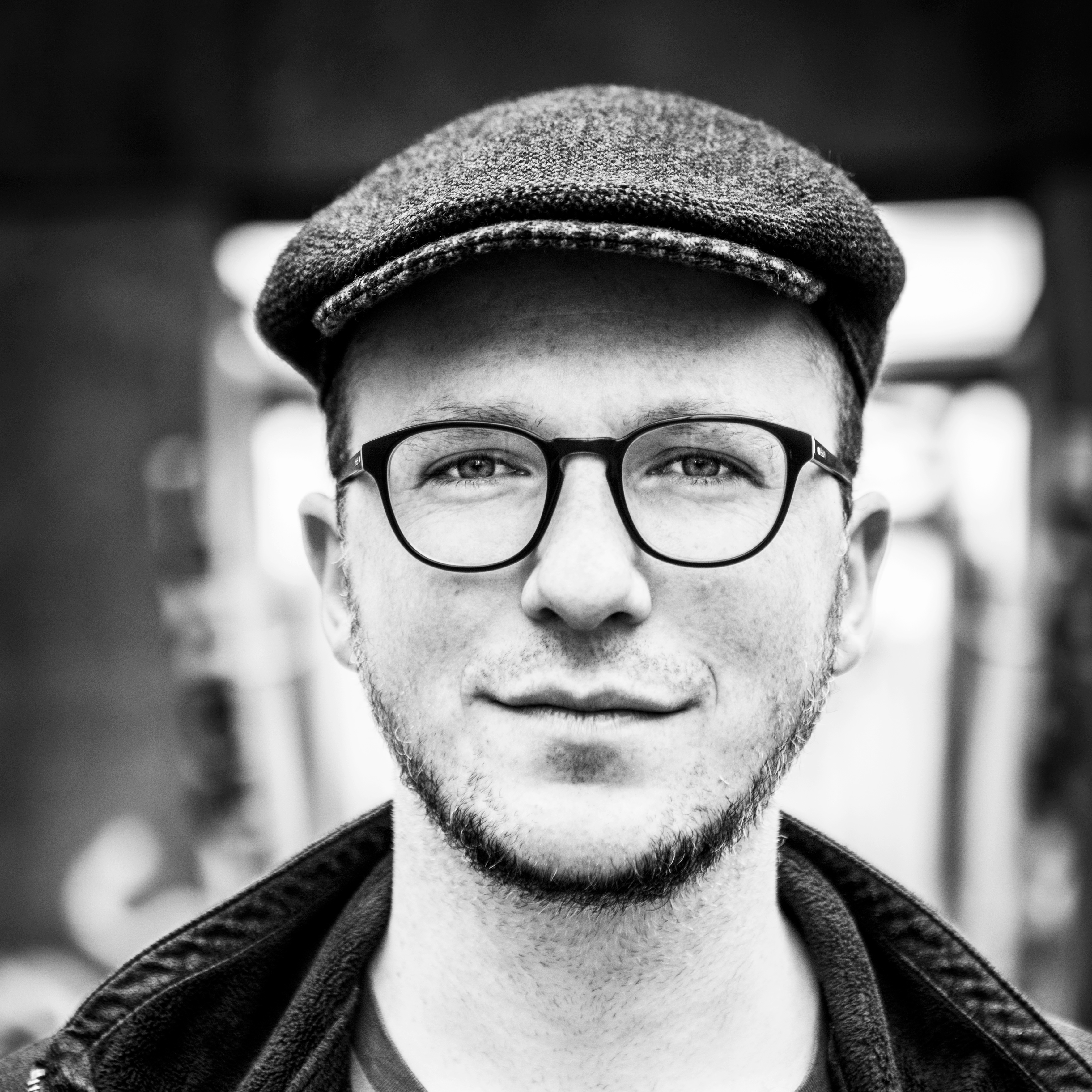
Johannes Ludwig (Foto: Lena Semmelroggen, 2017)

Johannes Ludwig (* 1988) ist ein deutscher Jazzmusiker (Altsaxophon, Komposition, auch Klarinette, Flöte).

## Leben und Wirken
Ludwig war 2004 bis 2007 Mitglied im Landesjugendjazzorchester Baden-Württemberg und von 2008 bis 2010 im Bundesjazzorchester, mit dem er 2009 in Südafrika und 2011 in Indien auf Tour war. Von 2007 bis 2011 studierte er Jazz-Saxophon in Nürnberg bei Hubert Winter, Steffen Schorn und Klaus Graf, von 2011 bis 2014 Jazz-Komposition und Arrangement an der Hochschule für Musik und Tanz Köln bei u. a. Sebastian Sternal und Joachim Ullrich.
Für seine eigenen Bandprojekte wie das Quintett Jean Quadrat und das Ludwig Quartett/Quintett, mit denen er deutschlandweit Konzerte spielte, schrieb Ludwig eingängiges und zugleich anspruchsvolles Material: „Klangvolle Kompositionen, in deren Untergrund es zeitgenössisch komplex brodelt, bilden ein extrem farbiges, in sich geschlossenes Programm, das nicht selten starken Ohrwurmcharakter entfaltet.“ Nach Ansicht von Kritiker Henning Sieverts handelt es sich um „wohltuend atmende Musik mit viel Zeit für Entwicklung.“ Johannes Ludwig war auch Bandleader des Fearless Trios mit Simon Nabatov und Fabian Arends, in dem er sich sowohl als Instrumentalist als auch als Komponist erfreulich weiterentwickelte.
Auf der CD BuJazzO Vol.9: Originals ist seine Komposition „Tag am Kap“ ist zu hören. 2011 tourte er mit dem Saxophonquartett ZeitGeistMaschine von Johannes Enders, mit dem er auch aufnahm. Er bildete auch Duos mit den Pianisten Jürgen Friedrich und Andreas Feith. Mit Joris Roelofs, Johannes Felscher und Peter Kronreif hat er sich zum Quartett Immigration Booth zusammengeschlossen. Weiterhin gehörte er zur Band Jilman Zilman um Tilman Herpichböhm, zum Quartett Virtual Leak von Heidi Bayer und (auch als einer der Leiter) zum Subway Jazz Orchestra, für das er gleichfalls komponiert. Gemeinsam mit seinen Kollegen Andreas Kurz und Alex Parzhuber bildete er ein weiteres Trio, das mit Loren Stillman ins Studio ging und als „Traumband“ ein Album einspielte. Zudem ist er auf Aufnahmen mit den Bigbands von Thilo Wolf, Caroline Thon und dem Sunday Night Orchestra (Different Faces) sowie dem Large Ensemble von Jürgen Friedrich zu hören (Semi Song, 2022). Seit 2014 ist er künstlerischer Leiter des Jazzfestivals UpBeat Hohenlohe.

## Preise und Auszeichnungen
Ludwig wurde bereits elfjährig 1999 sowie 2005 bei Jugend jazzt Baden-Württemberg ausgezeichnet und war Finalist beim Yamaha SaxContest 2007. 2012 gewann er den 1. Platz beim Jazzpreis der Hochschule für Musik Nürnberg. Mit seinem Johannes Ludwig Quartett belegte er beim Neuen Deutschen Jazzpreis 2016 den zweiten Platz.

## Diskographische Hinweise

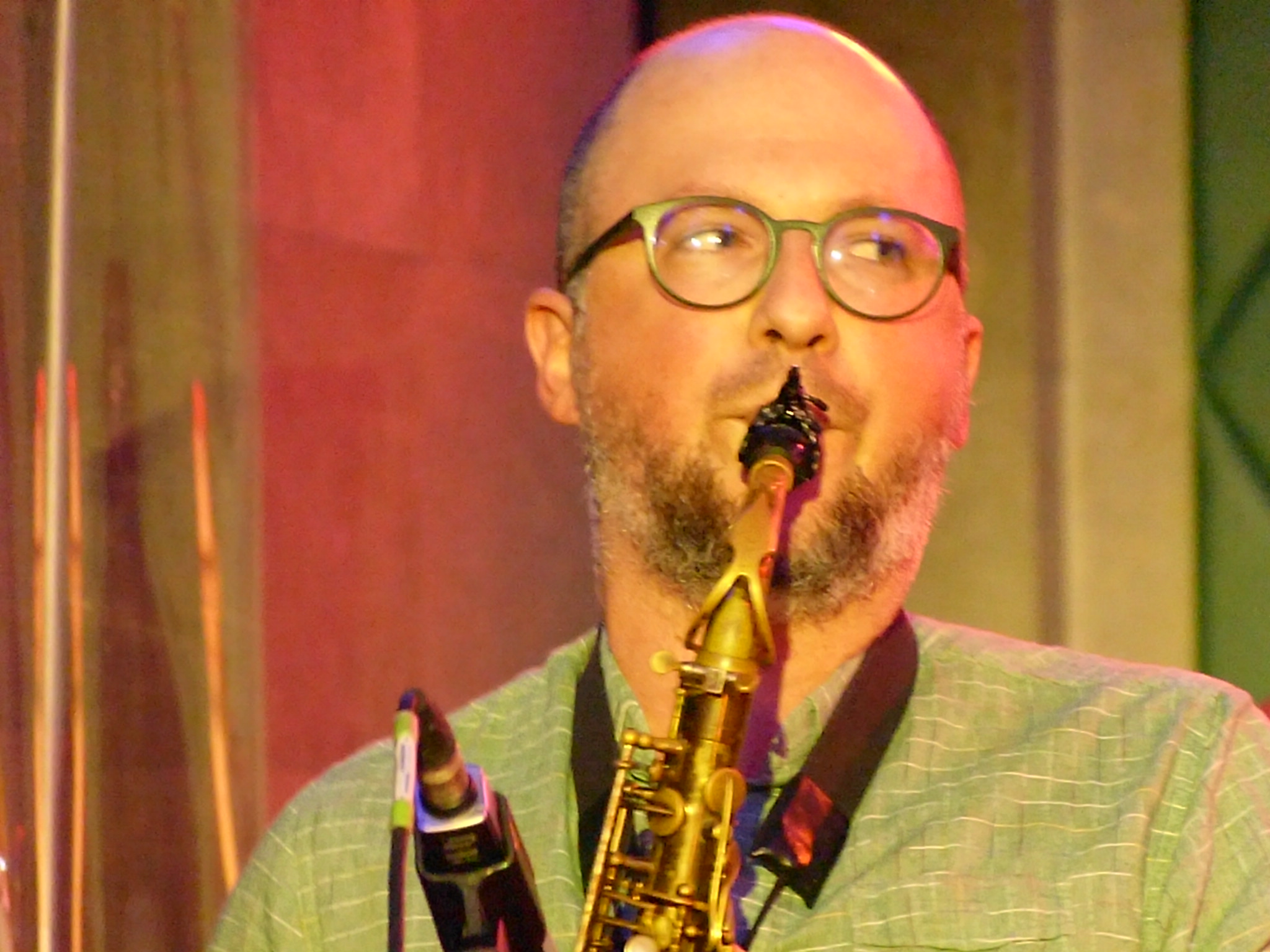
Johannes Ludwig (2020)

- Jean Quadrat Stories from the Road (Label 11, 2011, mit Johannes Böhmer, Philip Czarnecki, Max Leiß, Julian Fau)
- Johannes Ludwig Quartett feat. Johannes Enders The Druid’s Song (Nagel-Heyer Records 2012)
- Johannes Ludwig, Andreas Feith Little Piece (Edition Metropolmusik 2014)
- Johannes Ludwig Quartett Airbourne (FloatMusic 2014, mit Andreas Feith, Max Leiß, Julian Fau sowie Alexander Bühl)
- Nano Brothers Echtzeit (Float Music 2015, mit Jürgen Friedrich)
- Immigration Booth Hinterm Spiegel (Float Music 2017, mit Joris Roelofs, Johannes Felscher, Peter Kronreif)[7]
- Fearless Trio: Choose Your Way (Float Music 2021, mit Simon Nabatov, Fabian Arends)
- Vagabond Souls (Float Music 2022, mit Heidi Bayer, Gero Schipmann, Philipp Brämswig, Lisa Wulff, Alexander Parzhuber)[8]